# Yeste (Huesca)
Yeste es una localidad que pertenece al municipio de Las Peñas de Riglos, en la comarca de la Hoya de Huesca, provincia de Huesca, Aragón. Situada en la orilla del embalse de La Peña, su distancia a Huesca es de 44 km.

## Historia
- El 1 de junio de 1276 el infante Pedro (futuro Pedro III de Aragón) dio Yeste a Rodrigo Jiménez de Luna (SINUÉS, nº. 375)
- El 29 de enero de 1294 Rodrigo Jiménez de Luna entregó Yeste a Jaime II de Aragón (SINUÉS, nº.375)
- En 1610 era de Pedro de Urriés, señor de Ayerbe (LABAÑA, p.44)
- En 1845 tenía 17 casas y 117 habitantes; Contaba con Ayuntamiento y cárcel
- En 1845 se unió a Santa María de la Peña

## Demografía

### Localidad
Datos demográficos de la localidad de Yeste desde 1900:
| 89                    | 105 | 96 | 104 | 117 | 113 | 78 | -- | 0 | 0 | 2 | 2 | 2 |
| (Fuente: IAEST e INE) |     |    |     |     |     |    |    |   |   |   |   |   |

- Datos referidos a la población de derecho.

### Antiguo municipio
Datos demográficos del municipio de Yeste desde 1842:
| 117           | -- | -- | -- | -- | -- | -- | -- |
| (Fuente: INE) |    |    |    |    |    |    |    |

- Entre el censo de 1857 y el anterior, este municipio desaparece porque se integra en el municipio de Santa María de la Peña.
- Datos referidos a la población de derecho, excepto en los censos de 1857 y 1860 que se refieren a la población de hecho.

## Monumentos
- Parroquia dedicada a la Transfiguración del Señor, que cuenta con una piedra bautismal románica.